# سیارک ۱۹۰۷

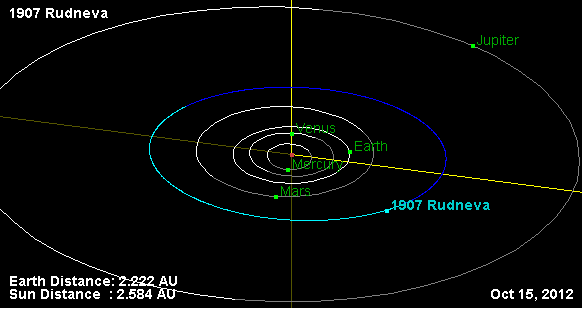

سیارک ۱۹۰۷ (به انگلیسی: 1907 Rudneva، نامگذاری:1972RC2) هزار و نهصد و هفتمین سیارک کشف شده‌است که در ۱۱ سپتامبر ۱۹۷۲ کشف شد.
قدر مطلق سیارک برابر ۱۱٫۸۰ است.